# Municipio de Ixhuatlán de Madero
El municipio de Ixhuatlán de Madero se encuentra ubicado en la zona norte del Estado de Veracruz en la región llamada Huasteca Baja, es uno de los 212 municipios de dicha entidad federativa del este de México. Está ubicado en las coordenadas 20°41” latitud norte y 98°01” longitud oeste, y cuenta con una altura de 260 m s. n. m.. Su cabecera es la localidad de Ixhuatlán de Madero.
El municipio lo conforman 162 localidades en las cuales habitan 48,609 personas, es un municipio categorizado como Semiurbano.
Sus límites son:
- Norte: Chicontepec.
- Sur: Estados de  Hidalgo y Puebla.
- Este: Temapache y el municipio de Francisco Z. Mena y el municipio de Pantepec del estado de Puebla.
- Oeste:  Benito Juárez y  Tlachichilco.
- Suroeste: San Bartolo Tutotepec y al sur Huehuetla del Hidalgo

Ixhuatlán de Madero tiene un clima principalmente  cálido con lluvias casi todo el año.

## Idiomas
En esta zona de la huasteca baja existe una gran diversidad de culturas y tradiciones, reflejadas en las lenguas. La mayoría de las localidades se distinguen las lenguas; otomi o hñahñu, nahuatl, tepehua, totonaco. Gran parte de la población pertenece a un grupo indígena.

## Comida
¿Qué decir de la comida? La comida veracruzana es sin duda una de las más deliciosas y prestigiadas de todo México, no solo por su buen sabor y sazón, si no que la forma en que están elaboradas, libres de químicos.
Entre las más conocidas de la zona huasteca baja está el famoso zacahuil, los tamales,los bocoles, las gorditas que venden en las plazas, los famosos piquis, el pascal, el pan, el atole morado, el mole, etc.  

### Zacahuil
(Del náhuatl tsacahuil ="bulto alimenticio" y tsacua = "envolver").
Sinónimo de fiesta, el cual puede alimentar hasta 60 personas con medidas aproximadas de un metro y medio de largo y peso de hasta 20 kilos. En la región de la huasteca es común este platillo y además representa un acto comunitario ya que para prepararlo se organiza un grupo de personas.
En tiempos prehispánicos solía prepararse relleno de jabalí, venado, faisán, codorniz, armadillo y víbora. Hoy se prepara generalmente relleno de pollo o puerco.

## Personajes ilustres
- Heberto Castillo Martínez - Ingeniero civil, político, fundador del partido de la revolución democrática.